# Jordan
Jordan, quốc hiệu là Vương quốc Hashemite Jordan, là một quốc gia Ả Rập tại Tây Á trải dài từ phần phía nam của sa mạc Syria tới vịnh Aqaba, giáp Syria ở phía bắc, Iraq ở phía đông bắc, Israel và Bờ Tây ở phía tây và nam. Jordan cùng với Israel phân chia Biển Chết, và bờ biển Vịnh Aqaba với Ả Rập Xê Út, và Ai Cập. Phần lớn lãnh thổ Jordan bị bao phủ bởi sa mạc, đặc biệt là sa mạc Arabia; tuy nhiên vùng tây bắc, với sông Jordan, được coi là vùng đất rất màu mỡ. Thủ đô của Jordan là Amman, nằm ở phía tây bắc.
Trong lịch sử Jordan tồn tại rất nhiều nền văn minh, như Sumeria, Akkadia, Babylonia, Assyria, Mesopotamia, và đế quốc Ba Tư. Có thời Jordan là một phần của đế quốc Ai Cập thời các vua Pharaon, và sản sinh ra nền văn minh Nabatea, để lại nhiều tàn tích khảo cổ tại Petra. Các nền văn minh phương tây cũng để lại nhiều dấu ấn tại đây, như Alexandros Đại đế, Đế quốc La Mã, Đế quốc Đông La Mã, và Đế quốc Ottoman. Kể từ thế kỷ 7, vùng đất này nằm dưới ảnh hưởng của văn hóa Hồi giáo và Ả Rập, ngoại trừ một thời gian ngắn dưới sự cai trị của Đế quốc Anh.

## Lịch sử

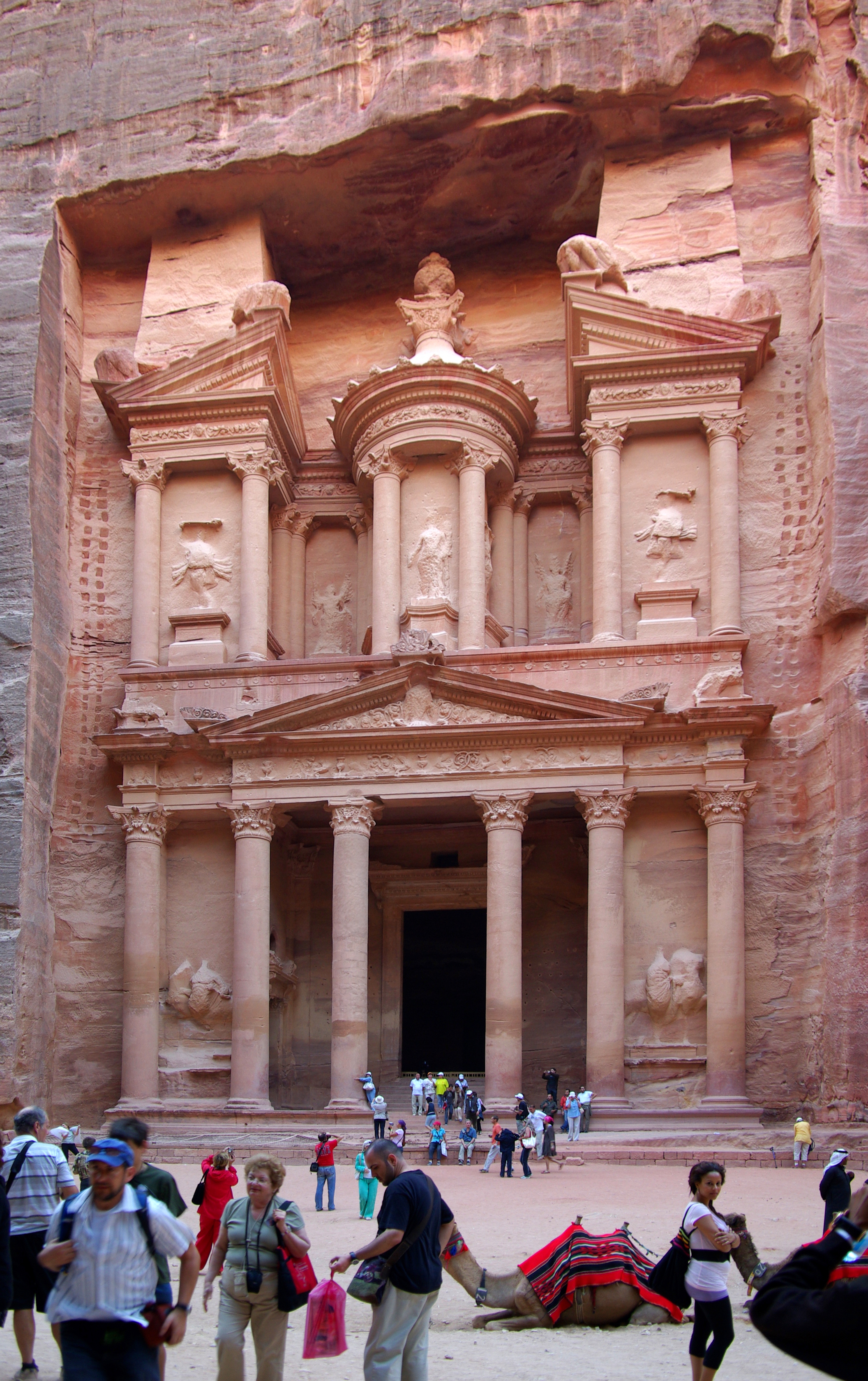
Thành phố cổ Petra, một trong bảy kỳ quan mới của thế giới.

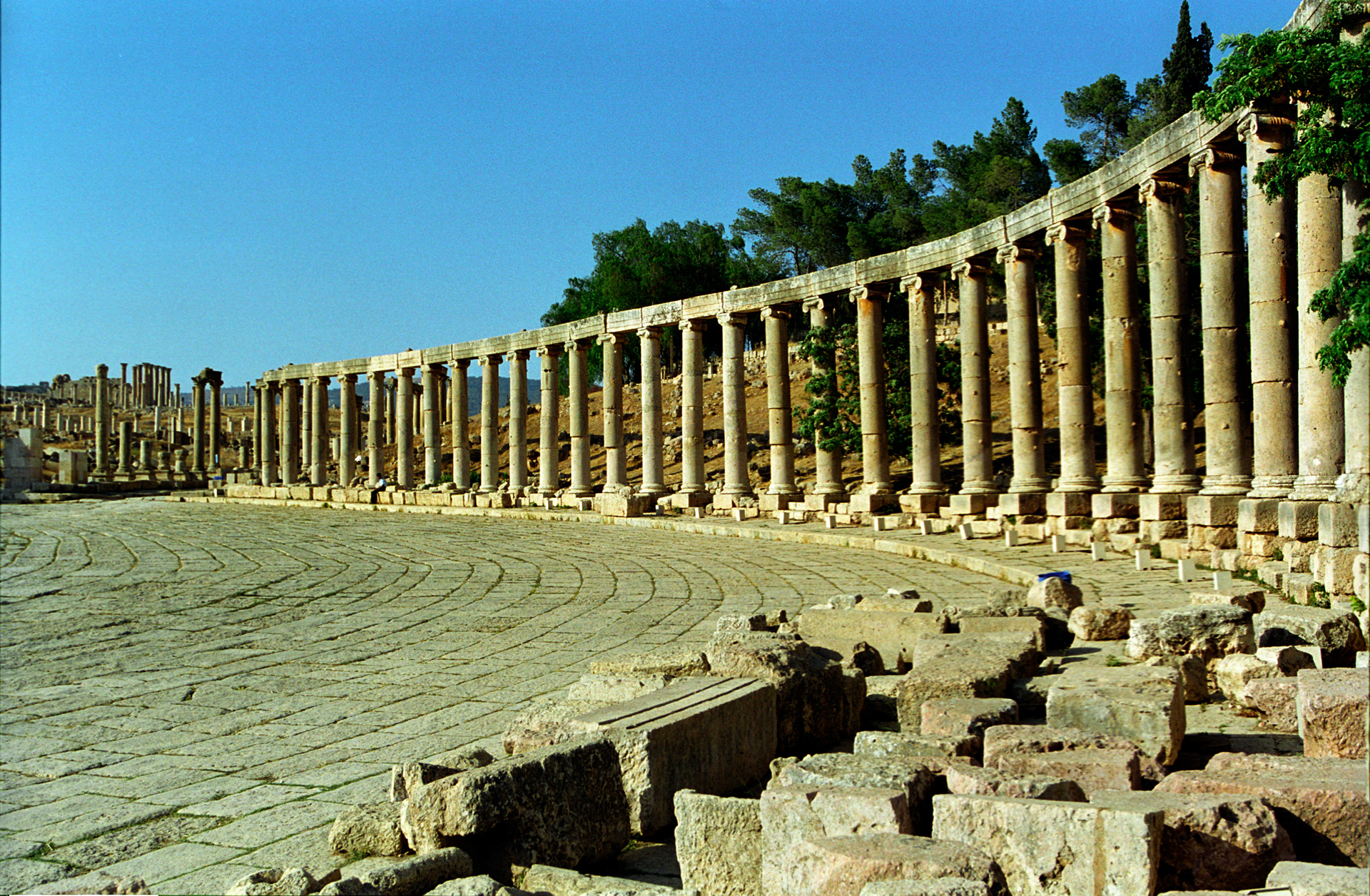
Di tích một thành phố cổ thời Đế quốc La Mã ở Jerash.

Từ thế kỷ 13 TCN, những dân tộc sử dụng ngôn ngữ Semit đến định cư ở vùng này với sự hình thành các vương quốc được nhắc đến trong Kinh Thánh (Gileed, Ammon, Bashan, Edom và Moab). Vào thế kỷ X TCN, lãnh thổ bị sáp nhập vào vương quốc Israel. Khoảng năm 300 TCN, dòng họ Nabataean từ bán đảo Ả Rập đến thành lập vương quốc. Vương quốc này sáp nhập vào Đế quốc La Mã năm 106. Người Ả Rập chiếm vùng đất này vào thế kỷ 7. Sau thời kì Thập tự chinh (1096-1250), vùng lãnh thổ này thuộc quyền kiểm soát của nhà Mamluk (Ai Cập), rồi trở thành một phần của đế quốc Ottoman cho đến khi đế quốc này sụp đổ sau Chiến tranh thế giới thứ nhất.
Người Ả Rập dần dần có nhận thức về tinh thần độc lập dân tộc và mong muốn giành lại đất đai. Họ đã nổi dậy dưới sự lãnh đạo của Al Sharif Hussein đòi tự do, độc lập. Tháng 6 năm 1916, Al Sharif Hussein tuyên bố toàn bộ đất đai Hedjaz (Ả Rập Xê Út ngày nay) thuộc về người Ả Rập và ông trở thành vua của nước Ả Rập mới này. Quân Ả Rập do Faysal (con trai thứ ba của Al Sharif Hussein) lãnh đạo đã liên tiếp giành thắng lợi (chiếm được vịnh Aqaba vào tháng 7 năm 1917 và Damas vào tháng 10 năm 1918). Chẳng bao lâu quân Ottoman phải rút khỏi Syria, Jordan và các quốc gia Ả Rập khác. Với sự giúp đỡ của các sĩ quan Anh, Faysal đã thành lập một chính phủ tự trị ở Damas. Chiến tranh thế giới thứ nhất kết thúc, Faysal đã xây dựng một nhà nước Ả Rập ở Syria, bao gồm cả Jordan, Palestine và Liban kéo dài từ Alepplo (phía bắc) tới Aqaba (giáp Hồng Hải).

Tháng 4 năm 1920 Anh, Pháp bí mật ký Hiệp định San Remo, chia cắt Syria thành nhiều phần dưới ảnh hưởng của Anh, Pháp. Palestine bao gồm cả Jordan đặt dưới sự uỷ trị của Anh, còn Syria, Liban giao cho Pháp. Faysal buộc phải rút khỏi Damas. Năm 1922, Hội Quốc Liên quy định biên giới Palestine chỉ đến miền tây sông Jordan, phần phía đông sông Jordan (Transjordan) là một quốc gia riêng biệt. Từ năm 1921, tiểu vương quốc phía Đông sông Jordan là Transjordan trở thành lãnh thổ ủy trị của Anh. Sau Chiến tranh thế giới thứ hai, Anh buộc phải huỷ bỏ chế độ uỷ trị, công nhận Transjordan là một quốc gia độc lập có chủ quyền. Ngày 22 tháng 3 năm 1946, hai nước ký Hiệp ước hữu nghị và đồng minh. Ngày 25 tháng 5 năm 1946, Jordan được hoàn toàn độc lập, hoàng tử Abdullah Bin Hussein (con trai thứ hai của Al Sharif Hussein) được suy tôn làm vua hợp pháp, đổi tên nước thành Vương quốc Hashemite Jordan. Ngày 14 tháng 12 năm 1955, Jordan gia nhập Liên Hợp Quốc.

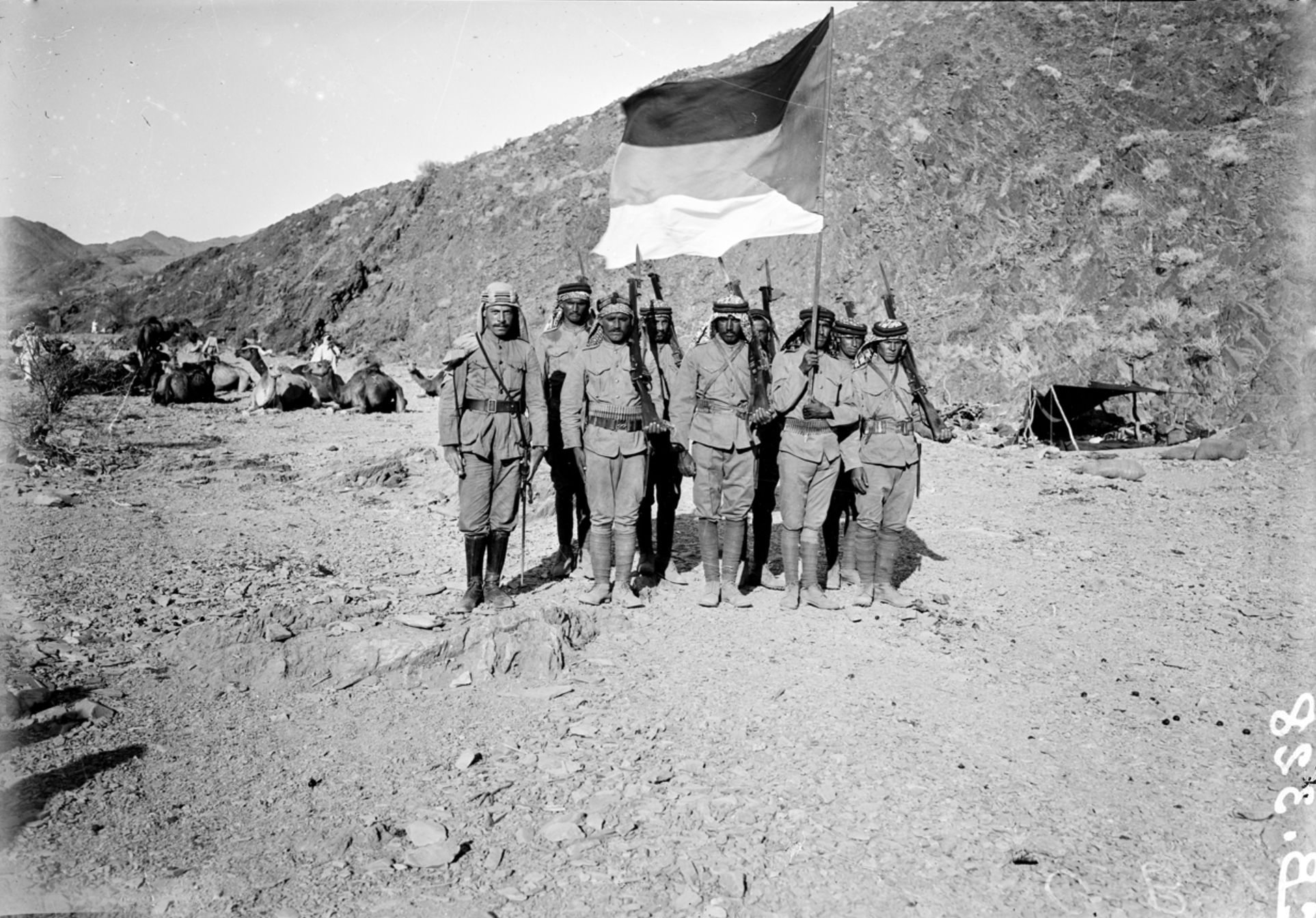
Binh lính Ả Rập trong quân đội Ả Rập nổi dậy chống lại đế quốc Ottoman năm 1916-1918.

Quốc vương Abdullah đã tham gia cuộc chiến chống lại Israel vừa mới ra đời. Năm 1949, Quốc vương Abdullah ra lệnh cho quân đội tinh nhuệ của ông (do Anh thành lập năm 1928) sáp nhập lãnh thổ phía Tây sông Jordan bất chấp sự phản đối của các nước Ả Rập khác và đổi tên nước thành Vương quốc Al Jordaniyah al Hashimiyah. Năm 1951, Abdullah bị một người Palestine ám sát. Năm 1952, Quốc vương Hussein lên kế vị cha là Talal bị truất phế vì bệnh tâm thần.
Năm 1956, Quốc vương Hussein ủng hộ Ai Cập trong cuộc Khủng hoảng Kênh đào Suez, nhưng chỉ một năm sau đó, Hussein sa thải những thành phần thân với Tổng thống Gamal Abdel Nasser của Ai Cập đang nắm giữ các chức vụ chủ chốt. Để cân bằng với Cộng hòa Ả Rập Thống nhất, Liên minh Jordan - Iraq được hình thành vào tháng 2 năm 1958 nhưng tan rã sau cuộc cách mạng Baghdad vào tháng 7 năm đó. Vì cảm thấy bị đe dọa, Quốc vương kêu gọi sự giúp đỡ của phương Tây.
Năm 1967, Jordan liên minh với Ai Cập trong Chiến tranh Sáu Ngày. Israel đánh chiếm lại vùng bờ Tây sông Jordan và phía Đông Jerusalem, hàng ngàn người tị nạn Palestine phải đi lánh nạn. Sau chiến tranh, Quốc vương Hussein phải đương đầu với quân du kích Palestine mưu toan nắm lấy quyền lực hoàng gia. Năm 1970, quân đội hoàng gia can thiệp và trục xuất người Palestine sang Liban và Syria.

Năm 1978, tiếp theo sau Hiệp ước hòa bình Ai Cập - Israel, mối giao hảo giữa Jordan và Palestine cũng trở nên thân thiện hơn. Năm 1984, Jordan lập lại mối quan hệ với Ai Cập. Năm 1988, sau cuộc nổi dậy của người Palestine ở các vùng lãnh thổ bị chiếm đóng, Quốc vương Hussein giải tán Quốc hội trong đó các đại biểu người Palestine chiếm đến 60 thành viên và tuyên bố cắt đứt mọi ràng buộc hành chính giữa Jordan và vùng lãnh thổ thuộc bờ Tây sông Jordan.

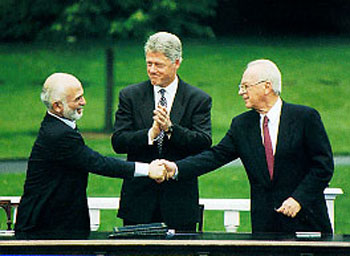
Quốc vương Jordan Hussein (trái) bắt tay với Thủ tướng Israel Yitzhak Rabin (phải) sau khi ký kết Hiệp ước Hòa bình Israel-Jordan, ngày 26 tháng 10 năm 1994, người đứng giữa là Tổng thống Hoa Kỳ Bill Clinton.

Jordan ủng hộ Iraq trong Chiến tranh Vùng Vịnh năm 1991. Năm 1994, Jordan ký hiệp ước hòa bình với Israel nhưng chính sách cứng rắn của Israel kể từ khi Thủ tướng Benjamin Netanyahu lên nắm quyền (1996) gây không ít lo lắng cho Jordan. Năm 1999, Quốc vương Hussein qua đời, con trai là Abd Allah lên nối ngôi và theo đuổi chính sách hoàn toàn độc lập với vua cha.
Từ cuối thập niên 1980, do ảnh hưởng của xu thế chung trên thế giới và đòi hỏi cấp bách của tình hình trong nước, Jordan dần dần điều chỉnh chính sách, thực hiện dân chủ hoá và đa đảng, bãi bỏ lệnh thiết quân luật (ban hành từ 1967). Tháng 7 năm 1992, chính phủ bãi bỏ lệnh cấm các đảng hoạt động. Năm đảng mới được chính thức đăng ký hoạt động gồm Liên minh Quốc gia Jordan, Đảng Cam kết, Đảng Hành động Hồi giáo, Đảng Liên minh Nhân dân và Đảng Tương lai.
Tháng 12 năm 1992, Quốc hội thông qua luật báo chí và phát hành, cho phép các đảng được tự do phát hành báo trong thời gian 40 năm đầu. Đây là những bước chuyển quan trọng, tiến tới tự do hoá về chính trị.

## Chính trị
Jordan là một  nhà nước đơn nhất theo chế độ quân chủ lập hiến. Hiến pháp Jordan năm 1952 là luật cơ bản của Jordan, có hiệu lực pháp lý cao nhất. Quốc vương sở hữu quyền hạn rộng lớn độc lập với chính phủ và Nghị viện. Chính phủ do quốc vương bổ nhiệm và chịu trách nhiệm trước Nghị viện. Nghị viện là cơ quan lập pháp lưỡng viện, gồm Thượng viện và Hạ viện. Tư pháp độc lập với chính phủ và Nghị viện theo quy định Hiến pháp nhưng trên thực tế chịu sự ảnh hưởng của chính phủ.
Quốc vương là nguyên thủ quốc gia và tổng tư lệnh Lực lượng Vũ trang Jordan. Quốc vương quyết định tuyên chiến và nghị hòa, phê chuẩn luật và điều ước quốc tế, triệu tập và bế mạc kỳ họp Nghị viện, ban hành lệnh tổ chức bầu cử và giải tán chính phủ, Nghị viện. Chính phủ có thể bị Hạ viện bãi nhiệm thông qua bỏ phiếu bất tín nhiệm. Luật phải được Thượng viện và Hạ viện thông qua và được quốc vương ban hành. Trong trường hợp quốc vương phủ quyết luật của Nghị viện thì Nghị viện có thể bác bỏ nếu ít nhất hai phần ba số nghị sĩ biểu quyết tán thành. Nghị viện cũng có quyền chất vấn thành viên chính phủ.
Thượng viện gồm 65 thượng nghị sĩ do quốc vương bổ nhiệm trong số chính trị gia, thẩm phán và tướng lĩnh đã tham gia chính phủ hoặc Hạ viện. Hạ viện gồm 130 hạ nghị sĩ được bầu theo hệ thống đại diện tỷ lệ liên danh đảng từ 23 đơn vị bầu cử, nhiệm kỳ là bốn năm. Ít nhất 15 hạ nghị sĩ phải là phụ nữ, chín hạ nghị sĩ phải là Kitô hữu và ba hạ nghị sĩ phải là người Circassia và người Chechen.
Tòa án gồm tòa án thông thường, tòa án tôn giáo và tòa án đặc biệt. Tòa án thông thường xét xử các vụ án, vụ việc hình sự, dân sự, hành chính. Hệ thống tòa án thông thường gồm các tòa án sơ thẩm, tòa án phúc thẩm, tòa án hành chính cấp cao, Tòa án tối cao và Tòa án Hiến pháp. Tòa án tôn giáo áp dụng Sharia trong việc xét xử vụ việc liên quan đến luật gia đình như ly hôn và kế thừa. Tòa án đặc biệt xét xử các vụ việc theo đề nghị của tòa án thông thường.

### Đối ngoại
Jordan là một nước của Phong trào không liên kết, quan hệ tốt, hài hoà với phần lớn các nước Ả Rập nhằm tranh thủ sự giúp đỡ về kinh tế.
Jordan công nhận quyền tự quyết của nhân dân Palestine và nêu yêu cầu Israel phải rút khỏi các vùng bị chiếm đóng từ 1967. Jordan tán thành nghị quyết 242 và 338 của Liên Hợp Quốc về vấn đề Trung Đông, hoan nghênh sáng kiến hoà bình Trung Đông do Ả Rập Xê Út đưa ra năm 2002, ủng hộ lộ trình hoà bình.
Ngày 31 tháng 7 năm 1988, Vua Hussein quyết định cắt đứt các quan hệ hành chính, pháp lý với Tây Jordan. Jordan có quan hệ gần gũi với Mỹ và phương Tây. Bình thường hoá quan hệ với Israel (cùng lập Sứ quán tại Thủ đô của nhau ngày 11 tháng 12 năm 1994), mở cửa biên giới và đẩy mạnh hợp tác giữa hai nước.

### Hành chính
Jordan được chia thành 12 tỉnh và được phân chia tiếp thành 54 huyện.
Về mặt địa lý, các tỉnh của Jordan được phân thành ba khu vực, khu vực miền Bắc, miền Trung và khu vực phía Nam. Ba vùng địa lý phân bố không theo khu vực hoặc quần thể, mà là do kết nối địa lý và khoảng cách giữa các trung tâm dân cư. Khu vực phía Nam được ngăn cách với khu vực miền Trung bởi dãy núi Moab trong tỉnh Kerak. Các khu dân cư của khu vực miền Trung và miền Bắc được tách về mặt địa lý bởi các ngọn núi của tỉnh Jerash.
|    | STT.    | Tỉnh     | Thủ phủ |
| -- | ------- | -------- | ------- |
|    |         |          |         |
| 1  | Irbid   | Irbid    |         |
| 2  | Ajloun  | Ajloun   |         |
| 3  | Jarash  | Jerash   |         |
| 4  | Mafraq  | Mafraq   |         |
| 5  | Balqa   | Salt     |         |
| 6  | Amman   | Amman    |         |
| 7  | Zarqa   | Zarqa    |         |
| 8  | Madaba  | Madaba   |         |
| 9  | Karak   | Al Karak |         |
| 10 | Tafilah | Tafilah  |         |
| 11 | Ma'an   | Ma'an    |         |
| 12 | Aqaba   | Aqaba    |         |

## Địa lý

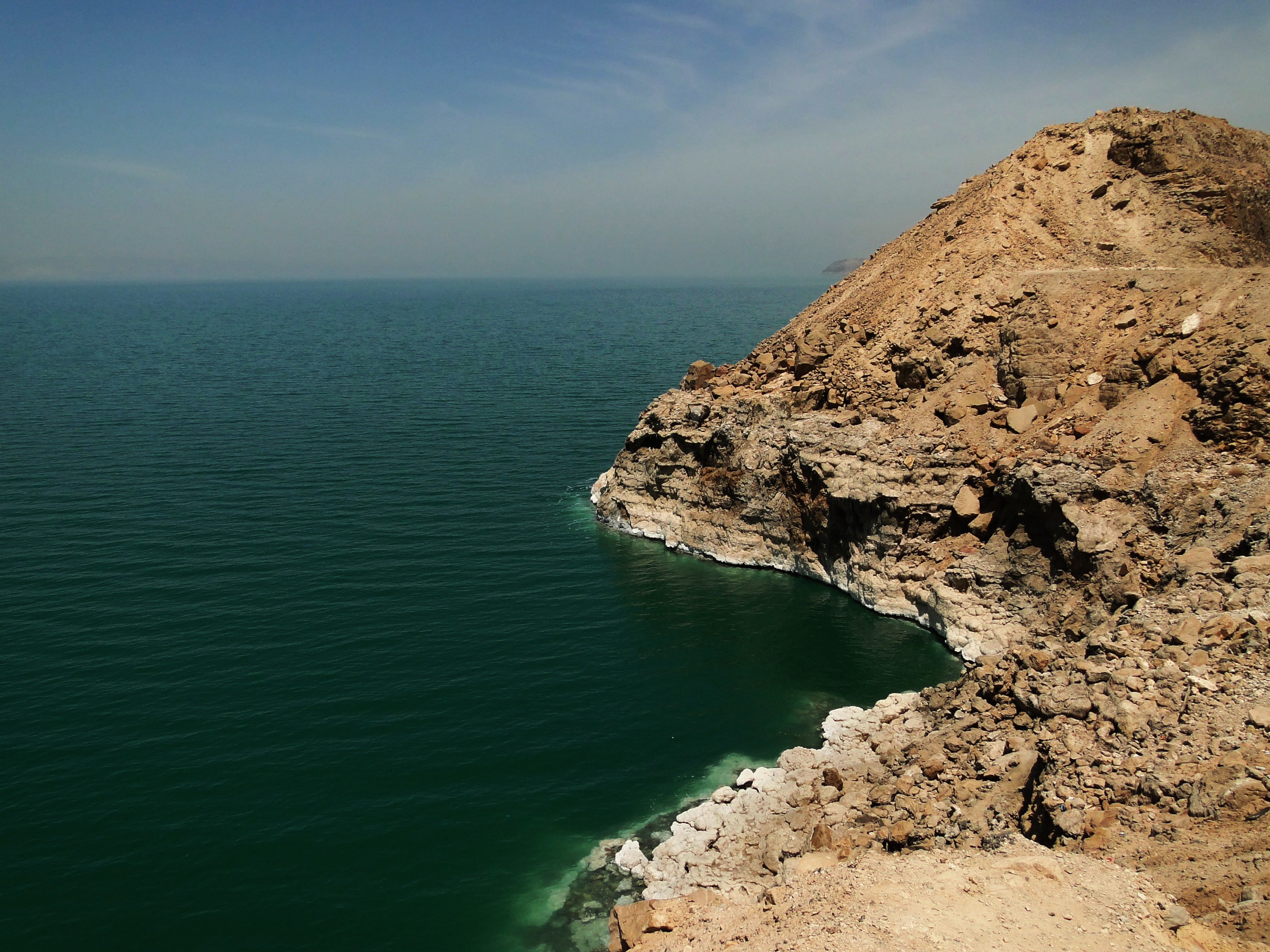
Biển Chết điểm thấp nhất trên bề mặt trái đất mặn gấp 9 lần nước biển thường.

Jordan nằm ở Tây Á, vùng Trung Đông, phần trên của bán đảo Ả Rập. Tây giáp Israel, Bắc giáp Syria, Đông Bắc giáp Iraq, Đông và Nam giáp Ả Rập Xê Út. Địa hình phần lớn được tạo thành bởi một vùng cao nguyên đá vôi khô cằn, dọc theo biên giới phía Tây là vùng trũng gồm dải đồng bằng hẹp thuộc lưu vực sông Jordan và biển Chết, phía Tây Nam có một lối thông ra biển Đỏ (vịnh Akaba).

## Kinh tế
Jordan là một nước nhỏ, tài nguyên thiên nhiên không nhiều, đặc biệt không có dầu mỏ. Khoáng sản chính có phosphat, xi măng, ngoài ra có quặng sắt, đồng, thạch cao, măng gan và muối khoáng ở vùng Biển Chết. Công nghiệp chủ yếu là các ngành khai thác. Jordan đứng thứ 3 trên thế giới về xuất khẩu phosphat (sau Maroc, Mỹ). Năm 1988, sản lượng khai thác phosphat đạt gần 6,5 triệu tấn. Xuất khẩu phosphat chiếm 35,2% tổng số xuất khẩu (1989). Từ 1990 do ảnh hưởng của chiến tranh Vùng Vịnh, xuất khẩu phosphat của Jordan bị giảm dần. Ngoài ra còn có một số nhà máy xi măng, hoá chất khác và một nhà máy lọc dầu (dầu thô do Ả Rập Xê Út và Iraq cung cấp). Tính đến năm 2016, GDP của Jordan đạt 39.453 USD, đứng thứ 91 thế giới, đứng thứ 30 châu Á và đứng thứ 11 Trung Đông.
- GDP: 22,56 tỷ USD (2009).
- GDP đầu người: 3557 USD (2009).
- Tỷ lệ tăng trưởng kinh tế: 3,1% (2009).(Năm 2008 là 5,6%, năm 2007 là 6,6%)
- Thất nghiệp: 13,5% (2009). (Năm 2008 là: 12,6%),
- Lạm phát: 1,7% (2009). (Năm 2008 là: 14,9%)
- Xuất khẩu: 6,989 tỷ USD (2009). (Năm 2008 là 7,782 tỷ USD)
- Mặt hàng xuất khẩu: Quần áo may sẵn, rau quả, thuốc men, quặng phosphat...
- Nhập khẩu: 12,31 tỷ USD (2009). (Năm 2008 là 14,99 tỷ USD)

Mặt hàng nhập khẩu: dầu thô, máy móc thiết bị, phương tiện giao thông vận tải, lương thực, hàng tiêu dùng, thực phẩm, quặng sắt...
- Ngân sách Nhà nước: 8,223 tỷ USD (2009).
- Dự trữ ngoại tệ: 10,29 tỷ USD (2009).
- Sản phẩm công nghiệp chiếm 26% GDP.

Đất nông nghiệp chỉ chiếm khoảng 25% tổng diện tích toàn quốc tập trung ở các vùng trũng quanh lưu vực sông Jordan và phụ lưu là sông Yarmuk. Sản phẩm nông nghiệp chiếm 8% GDP, gồm lúa mì, đại mạch, ô liu, đậu và rau quả các loại. Chăn nuôi có bò sữa, dê cừu, gia súc và cá.
Jordan nhập khẩu lương thực, thực phẩm và hàng tiêu dùng.
Từ cuối thập niên 1980, kinh tế Jordan khủng hoảng nghiêm trọng. Chiến tranh Iran-Iraq kết thúc, các khoản tiền viện trợ cho không của các nước sản xuất dầu Vùng Vịnh bị cắt giảm và số tiền của người Jordan lao động ở nước ngoài chuyển về cũng bị giảm nhiều.

## Nhân khẩu
Cục Thống kê Jordan ước tính dân số Jordan là 6.249.000 người vào năm 2011. Có 946.000 hộ gia đình ở Jordan vào năm 2004, với mức trung bình là 5,3 người/hộ gia đình (so với 6 người/hộ gia đình điều tra dân số năm 1994).
Một nghiên cứu được xuất bản bởi Luigi Luca Cavalli-Sforza thấy rằng di truyền học của người Jordan là gần gũi nhất với người Assyria trong số tất cả các dân tộc khác của Tây Á.

### Nhập cư và tỵ nạn
Năm 2007, đã có 700.000 đến 1.000.000 người Iraq ở Jordan. Kể từ khi xảy ra cuộc chiến Iraq nhiều Kitô hữu từ Iraq đã định cư vĩnh viễn hoặc tạm thời ở Jordan, với số lượng ước tính khoảng 500.000 người. Ngoài ra còn có 15.000 người Lebanon di cư đến Jordan sau cuộc chiến tranh năm 2006 với Israel.
Có khoảng 1.200.000 người di cư bất hợp pháp và khoảng 500.000 lao động nhập cư hợp pháp người Jordan tại Anh. Hơn nữa, có hàng ngàn phụ nữ nước ngoài làm việc trong câu lạc bộ đêm, khách sạn và quán bar trên khắp vương quốc Jordan, chủ yếu từ Đông Âu và Bắc Phi.
Jordan còn là nơi ở của một số người nước ngoài như người Mỹ và châu Âu tương đối lớn tập trung chủ yếu ở thủ đô là nơi có nhiều tổ chức quốc tế và cơ quan đại diện ngoại giao hoạt động trong khu vực của họ ở Amman.
Theo tổ chức UNRWA, Jordan là nơi tỵ nạn của 1.951.603 người Palestine trong năm 2008, hầu hết họ đã được công nhận là các công dân Jordan. Có 338.000 người trong số họ đang sống trong các trại tị nạn UNRWA. Jordan đã thu hồi quốc tịch của hàng ngàn người Palestine để ngăn chặn bất kỳ nỗ lực để tái định cư nào của họ tại Bờ Tây của Jordan.

### Ngôn ngữ
Ngôn ngữ chính thức là tiếng Ả Rập chuẩn, một ngôn ngữ được giảng dạy trong các trường học. Các ngôn ngữ bản địa hầu hết của Jordan là tiếng địa phương Jordan được phát triển dựa trên tiếng Ả Rập, một phiên bản chuẩn của tiếng Ả Rập với nhiều ảnh hưởng của tiếng Anh, tiếng Pháp và tiếng Thổ Nhĩ Kỳ.
Tiếng Anh, mặc dù không có tư cách chính thức, vẫn được sử dụng rộng rãi trong cả nước và trên thực tế là ngôn ngữ của thương mại tài chính, cũng như tình trạng chính thức được dạy trong ngành giáo dục, hầu như tất cả các lớp bậc đại học được dạy bằng tiếng Anh.
Tiếng Nga, tiếng Circassian, tiếng Armenia, tiếng Tagalog, tiếng Tamil, và tiếng Chechnya là khá phổ biến trong cộng đồng của họ và được thừa nhận rộng rãi trong vương quốc.
Người ta tin rằng hầu hết, nếu không phải tất cả các trường công lập trong cả nước dạy tiếng Anh và tiếng Ả Rập tiêu chuẩn (mức độ). Tiếng Pháp là ngôn ngữ tự chọn trong nhiều trường học, chủ yếu là trong khu vực tư nhân. L'Ecole française d'Amman và Lycée français d'Amman là trường học tiếng Pháp nổi tiếng nhất ở thủ đô. Tiếng Pháp vẫn là một ngôn ngữ cấp cao ở Jordan, mặc dù không được công nhận chính thức.
Tiếng Đức là một ngôn ngữ ngày càng phổ biến trong tầng lớp thượng lưu và có học vấn cao, nó đã được giới thiệu tại trường Đại học Deutsch, còn gọi là trường Đại học Đức-Jordan.
Các phương tiện truyền thông trong Jordan chủ yếu sử dụng tiếng Anh, với nhiều chương trình và bộ phim được chiếu trên truyền hình địa phương và các rạp chiếu phim. Tiếng Ả Rập Ai Cập là ngôn ngữ điện ảnh rất phổ biến, với nhiều phim Ai Cập được trình chiếu trong các rạp chiếu phim trên toàn quốc.
Các chương trình truyền hình và các bản tin của chính phủ Jordan sử dụng tiếng Ả Rập (Tiêu chuẩn Jordan), tiếng Anh và tiếng Pháp, Đài phát thanh Jordan cung cấp dịch vụ vô tuyến tiêu chuẩn tiếng Ả Rập, các phương ngữ Jordan (chính thức), tiếng Anh và tiếng Pháp.

### Tôn giáo

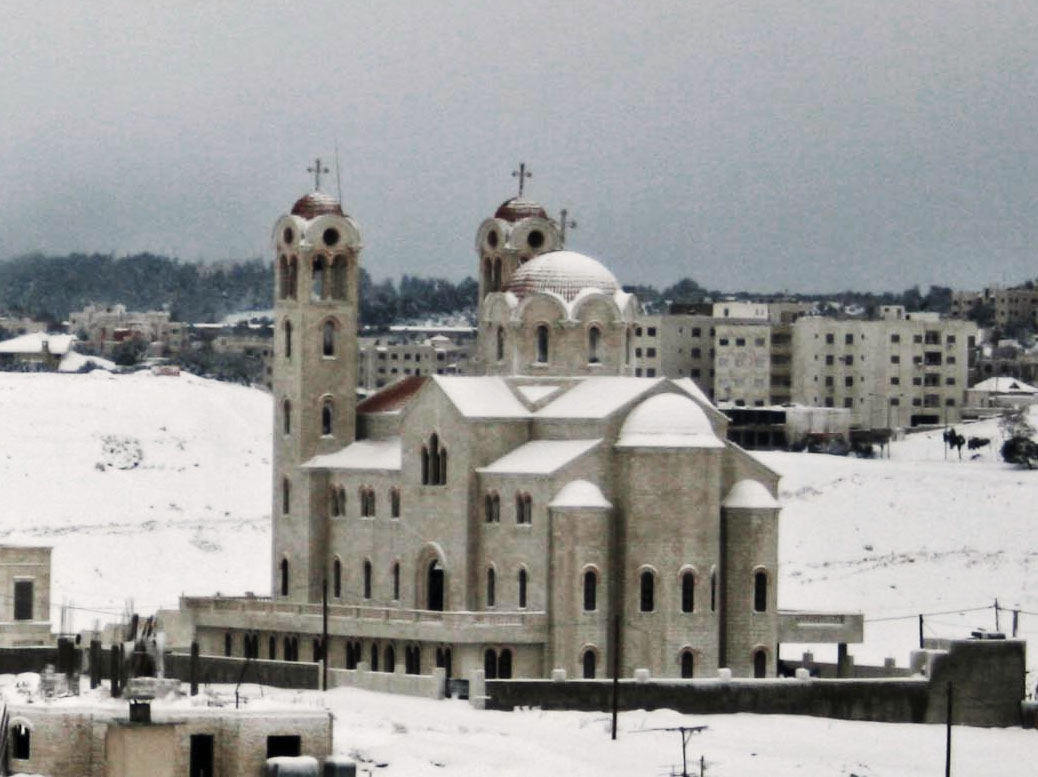
Một nhà thờ Chính thống giáo Hy Lạp ở Amman

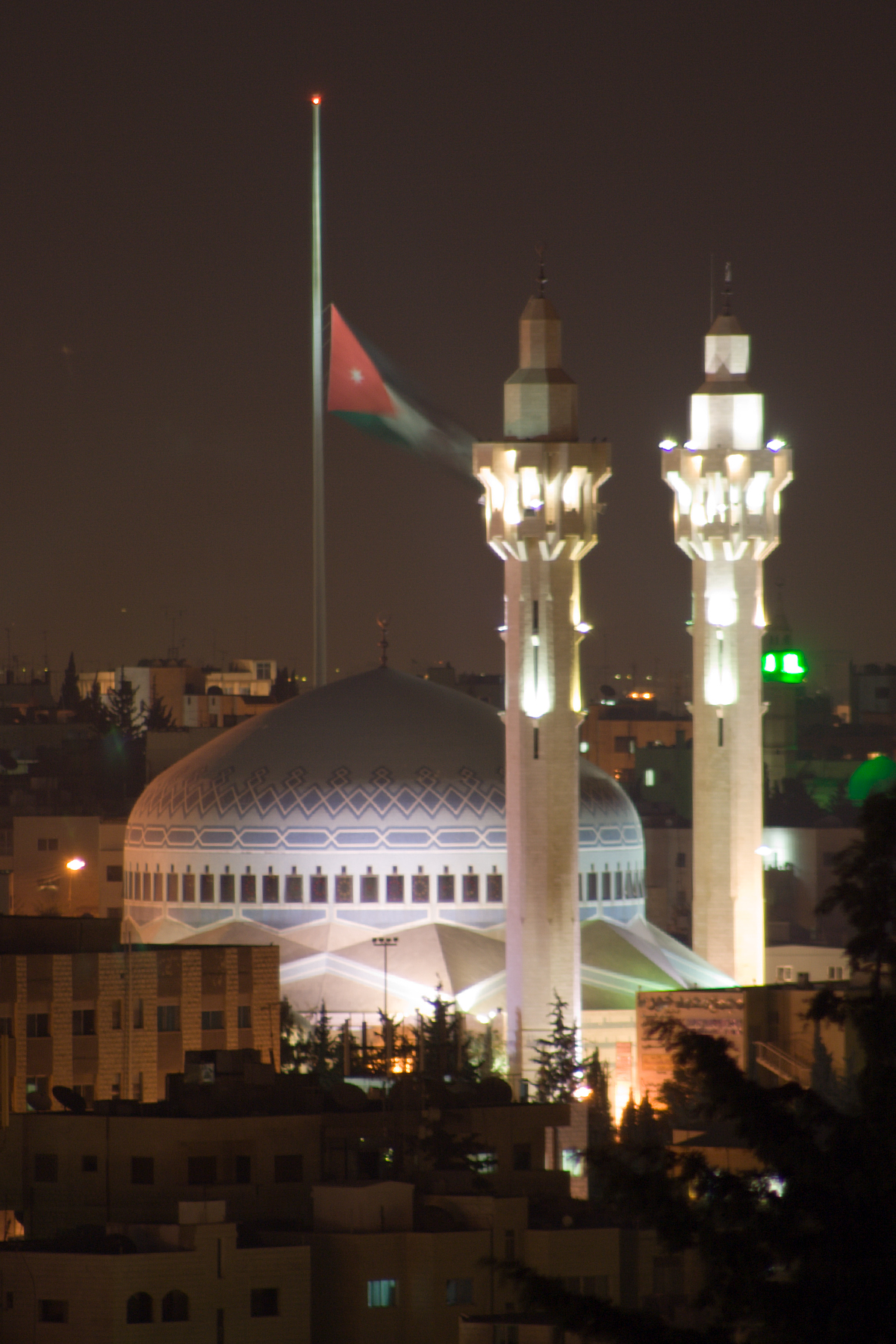
Nhà thờ Hồi giáo Vua Abdullah I ở Amman

Hồi giáo là quốc giáo của Jordan và khoảng 92% dân số là người Hồi giáo, chủ yếu là dòng Sunni.
Jordan có luật tự do tôn giáo, nhưng chính quyền đã không bảo vệ tất cả các nhóm tôn giáo dân tộc thiểu số. Người Hồi giáo chuyển đổi sang một tôn giáo khác cũng như các nhà truyền giáo không phải Hồi giáo bị đối mặt với sự kỳ thị của xã hội và pháp lý nước này.
Theo tổ chức Legatum Prosperity Index, 46,2% dân số của Jordan thường xuyên tham dự các nghi lễ tôn giáo trong năm 2006.

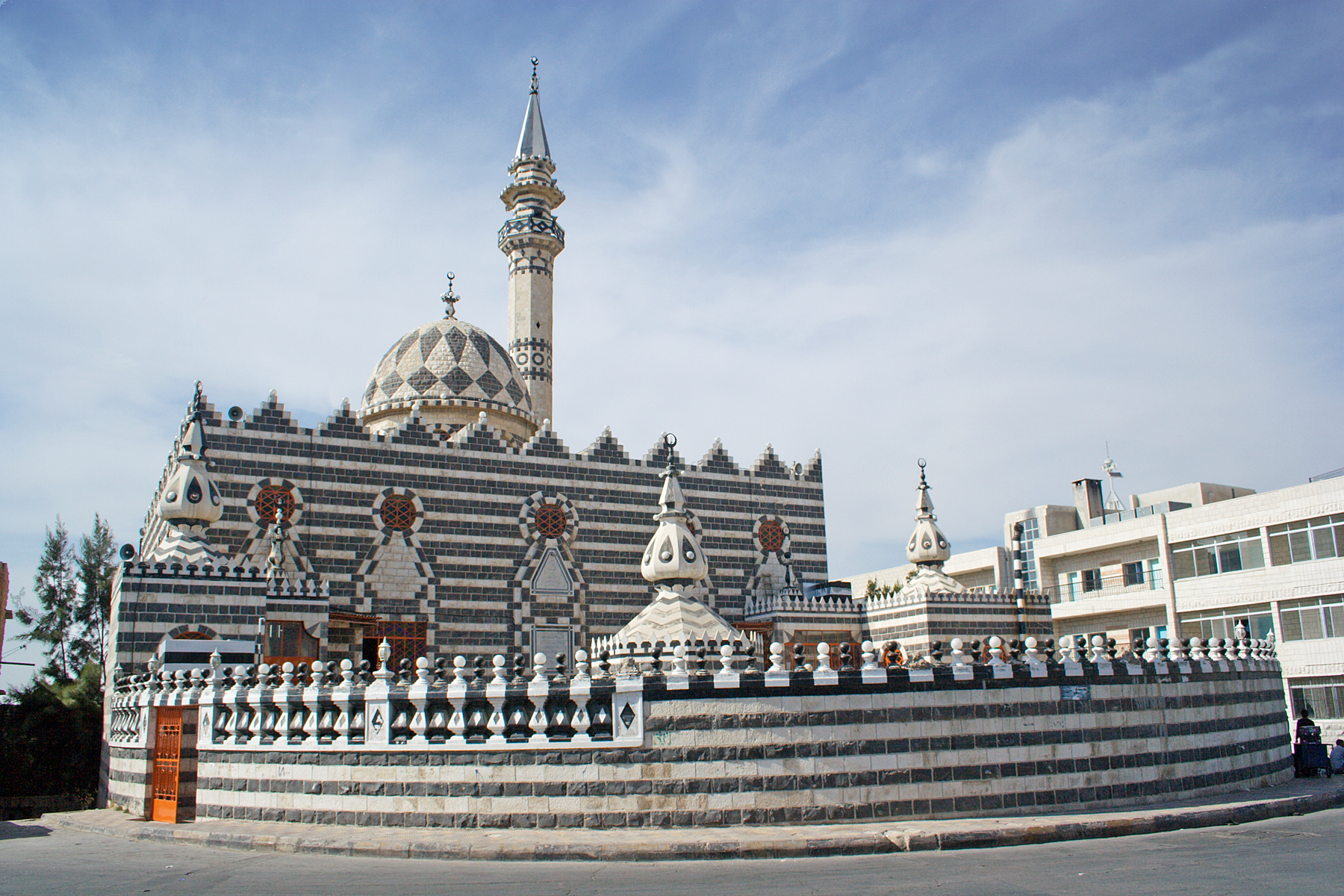
Nhà thờ Hồi giáo Abu Darweesh

Jordan có một cộng đồng Kitô giáo thiểu số bản địa. Kitô hữu chiếm 30% dân số Jordan vào năm 1950. Kitô hữu Jordan là một trong những cộng đồng Kitô giáo lâu đời nhất trên thế giới. Kitô hữu đã cư trú tại Jordan sau khi Chúa Giê-su bị đóng đinh, vào đầu thế kỷ I. Kitô giáo hiện nay ở Jordan được ước tính là 174.000 đến 390.000 người chiếm 2,8- 6% dân số, giảm gần 20% trong những năm đầu thế kỷ XX, và thấp hơn so với tỷ lệ phần trăm của các Kitô hữu ở nước láng giềng Syria và Lebanon. Điều này diễn ra phần lớn là do giảm tỷ lệ sinh so với người Hồi giáo và một làn sóng mạnh mẽ của những người nhập cư Hồi giáo từ các nước láng giềng.
Các nhóm tôn giáo thiểu số khác ở Jordan bao gồm đức tin Hồi giáo Druze và Bahá'í. Người Druze chủ yếu sống ở thị trấn phía đông ốc đảo Azraq, một số làng ở biên giới Syria và thành phố Zarka, trong khi Adassiyeh ngôi làng giáp với thung lũng Jordan là nơi có cộng đồng Bahá'í Jordan.

## Y tế
Jordan luôn tự hào về các dịch vụ y tế của mình, là một trong những nước có dịch vụ y tế tốt nhất trong khu vực. Con số Chính phủ đưa ra về tổng chi tiêu y tế vào năm 2002 là 7,5% GDP, trong khi các tổ chức y tế quốc tế đưa ra con số thậm chí còn cao hơn, vào khoảng 9,3% GDP. CIA World Factbook ước tính tuổi thọ trung bình tại Jordan là 80,18, cao thứ hai trong khu vực (sau khi Israel). Nhưng số liệu của WHO đưa ra con số thấp hơn đáng kể, với 73,0 vào năm 2011. Có 203 bác sĩ trên 100.000 người trong những năm 2000-2004.
Hệ thống y tế của đất nước được phân chia giữa các tổ chức công cộng và tư nhân. Trong khu vực công, Bộ Y tế hoạt động 1.245 trung tâm chăm sóc sức khỏe và 27 bệnh viện, chiếm 37% tổng số bệnh viện trong cả nước. Dịch vụ y tế Hoàng gia của quân đội có 11 bệnh viện, cung cấp 24% tổng số bệnh viện; và Bệnh viện Đại học Jordan chiếm 3% trong tổng số bệnh viện cả nước. Khu vực tư nhân cung cấp 36% của tất cả các giường bệnh, phân bố trong 56 bệnh viện. Trong ngày 1 tháng 6 năm 2007, Bệnh viện Đại học Jordan (bệnh viện tư nhân lớn nhất) là bệnh viện chuyên khoa đầu tiên được công nhận tiêu chuẩn quốc tế JCAHO. Trung tâm Ung thư Hussein là một trung tâm điều trị ung thư hàng đầu khu vực.
Jordan hiện có 70% dân số có bảo hiểm y tế, tỷ lệ tiêm chủng ở trẻ em đã tăng đều trong 15 năm qua. Năm 2002 tiêm chủng phòng ngừa đạt hơn 95% trẻ em cả nước và vệ sinh môi trường, cung cấp cho chỉ có 10 % dân số vào năm 1950, bây giờ đạt 99%, theo thống kê của chính phủ.